# Moitheri Ntobo
Moitheri Ntobo (ur. 14 listopada 1979) – lesotyjski piłkarz, występuje na pozycji obrońcy.

## Kariera klubowa
W latach 2005–2007 Ntobo grał w klubie LCS Maseru. W latach 2007–2009 występował w tunezyjskim US Monastir. W 2011 został zawodnikiem LCS Maseru.

## Kariera reprezentacyjna
Ntobo w latach 2005–2015 rozegrał 41 meczów w reprezentacji Lesotho. Grał między innymi na turniejach COSAFA Cup 2005 i COSAFA Cup 2006.